# Zooblax nicobarensis
Zooblax nicobarensis là một loài bọ cánh cứng trong họ Cerambycidae.